# Dòlar del Carib Oriental
El dòlar del Carib Oriental (en anglès East Caribbean dollar o, simplement, EC dollar, per bé que sovint es pronuncia com si s'escrigués easy dollar) és la moneda de vuit dels nou membres de l'Organització dels Estats del Carib Oriental. Sis membres són estats: Antigua i Barbuda, Dominica, Grenada, Saint Kitts i Nevis, Saint Lucia i Saint Vincent i les Grenadines; i dos són territoris dependents britànics: Anguilla i Montserrat. El codi ISO 4217 és XCD i s'acostuma a abreujar $, o bé EC$ per diferenciar-lo d'altres tipus de dòlars. Se subdivideix en 100 cents o cèntims.
El dòlar del Carib Oriental és emès pel Banc Central del Carib Oriental situat a Saint Kitts i Nevis. El banc es va crear en un acord signat a Port of Spain el 5 de juliol de 1983 com a successor de l'Autoritat Monetària del Carib Oriental. El dòlar del Carib Oriental va substituir el dòlar de les Índies Occidentals. Tots els membres de l'Organització dels Estats del Carib Oriental utilitzen aquest dòlar excepte les illes Verges Britàniques, que fan servir el dels Estats Units.
En circulen monedes d' 5, 10 i 25 cents i d'1 dòlar, i bitllets de 2, 5, 10, 20, 50 i 100 dòlars.

## Taxes de canvi
- 1 EUR = 3,66903 XCD (5 de gener del 2014)
- 1 USD = 2,700 XCD (fixa des del 1976)